# 스파이로세팔룸과
스파이로세팔룸과(Sphaerosepalaceae)는 속씨식물과의 하나이다. 디알리케라스속과 로팔로카르푸스속의 2개 속에 총 14종의 나무와 관목을 포함하고 있으며, 모두 마다가스카르에서 자생한다. 이 과의 이름은 또한 로팔로카르푸스과(Rhopalocarpaceae)로도 알려져 있다.

## 하위 속
- 디알리케라스속 (Dialyceras)
- 로팔로카르푸스속 (Rhopalocarpus) - 이명 Sphaerosepalum